# سوز کمپنر

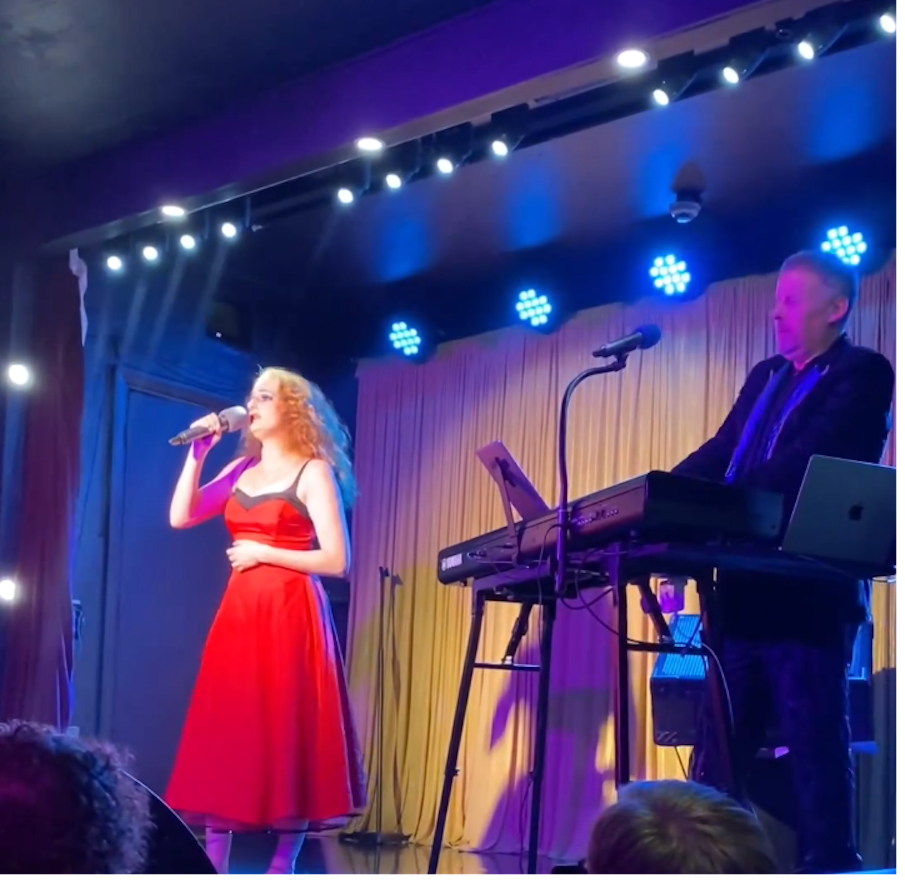
تصویری از سوز کمپنر در حال اجرا

سوزانا ماریا کمپنر یک استندآپ کمدین، بازیگر و خواننده انگلیسی است.

## زندگینامه
سوزانا ماریا کمپنر قبل از اینکه خانواده به ساری نقل مکان کنند، در هیواردز هیث ، ساسکس غربی متولد شد، جایی که او در مدرسه چوب بلوط، هورلی تحصیل کرد. او خواهر بزرگتر امپرسیونیست لوک کمپنر است. کمپنر در آکادمی سلطنتی موسیقی تحصیل کرد. اولین کنسرت استندآپ او در سال ۲۰۰۹ در اسلحه های کاوندیش بود. در سال ۲۰۱۰ او در جوایز کمدی موزیکال به عنوان بهترین بازیگر تازه وارد انتخاب شد.
در سال ۲۰۱۲، کمپنر برنده جایزه تنوع در جوایز زنان خنده دار در تئاتر میدان لستر شد. از فوریه تا مارس ۲۰۱۳، او به عنوان کاتیشا در تولید تمرکز بر میکادو در تئاتر تابارد در غرب لندن ظاهر شد. اولین حضور او در جشنواره ادینبورگ در حاشیه ۲۰۱۴ با استندآپ ساعت سرپیچی از جاذبه بود.
در سال ۲۰۱۸، کمپنر ششمین نمایش انفرادی خود، سوپر سونیک بچه دهه ۹۰ را در جشنواره ادینبورگ اجرا کرد. در سال ۲۰۱۸، او در دودل در تئاتر واترلو شرقی، جهان گرد می‌شود در استوکول پلی‌هاوس و در نقش دیوید کامرون در موزیکال جدیدی درباره برگزیت توسط ریچارد توماس و جانی وو اجرا کرد. او میزبان پادکست رمز و راز روی صخره ها است که در سال ۲۰۱۹ با کریس استوکس و مسعود میلاس آغاز شد.
در مارس ۲۰۲۳، بی‌بی‌سی اعلام کرد که کمپنر به عنوان شخصیت اصلی داستان چند پلتفرمی دکتر هو ، روز رستاخیز، که اواخر سال اکران می‌شود، نمایش داده می‌شود. داستان عذاب از طریق کانال‌های دیجیتال دکتر هو ، پنگوئن رندوم هاوس ، مجله دکتر هو ، تایتان کمیک ، تولیدات پایان بزرگ ، بی‌بی‌سی صوتی و بازی های سمت شرق، به عنوان بخشی از شصتمین سالگرد نمایش، آشکار خواهد شد.

## لینک های خارجی
- وبگاه اصلی